# Vermicella intermedia
Vermicella intermedia — вид отруйних змій роду хробакоподібний аспід (Vermicella) родини аспідових (Elapidae).

## Поширення
Вид є ендеміком Австралії, де зустрічається лише на півострові Арнемленд та в окрузі Кімберлі на півночі материка.